# 尼古·馬杜蘇德漢
尼古·馬杜蘇德漢是劍橋大學天文研究所天體物理學和系外行星科學的印度裔英國教授。他開發了一種改良的大氣檢索技術來推斷太陽系外行星的成分，並創造了「氫氣海洋行星」這個詞來描述一種理論上在富含氫氣的大氣下有液態水海洋的行星。

## 生平
馬杜蘇德漢在印度理工學院瓦拉那西分校獲得技術學士學位，之後在麻省理工學院攻讀碩士和博士學位。他的博士導師是莎拉·西格爾。
在攻讀博士學位期間，馬杜蘇德漢開發了一種改良的大氣檢索方法，也就是從系外行星的觀測光譜推斷其大氣成分和溫度結構的過程。2012年，馬杜蘇德漢發現超級地球巨蟹座55e的質量和半徑與其內部富含碳元素相符。2014年，他領導的團隊對三顆熱木星大氣中的水豐度進行了高精度測量，發現水量少於當時行星形成模型的預期 。
馬杜蘇德漢是在行星WASP-19b的大氣中偵測到氧化鈦的團隊成員之一。2020年，馬杜蘇德漢領導的團隊研究了迷你海王星系外行星K2-18b的內部和大氣。他們發現在某些情況下，行星表面可能存在液態水，儘管溫度和壓力高於標準狀況。